# Alfred Cicoli
Alfred Cicoli (7. dubna 1866 Benátky – 10. srpna 1935 Mondsee) byl rakousko-uherský admirál. Jako absolvent námořní akademie sloužil u c. k. námořnictva od roku 1884, vystřídal důstojnické pozice na různých lodích, absolvoval několik zaoceánských cest a působil také v námořní administraci. Za první světové války zastával vysokou funkci v námořní sekci na ministerstvu války a v roce 1917 se v hodnosti kontradmirála stal velitelem II. námořní divize v Jaderském moři. Na konci války byl velitelem pevnosti v Pule. Po zániku monarchie byl penzionován v hodnosti viceadmirála (1918) a od té doby žil v soukromí.

## Životopis

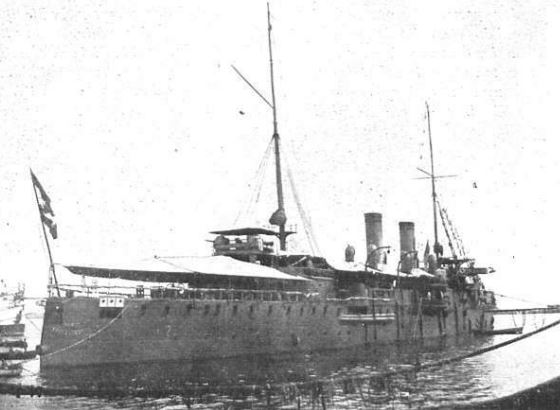
Křižník SMS Kaiser Franz Joseph I., vlajková loď kapitána Cicoliho kotvící v Barceloně

Byl synem vrchního vojenského lékaře Alexandra Cicoliho (1823–1885), ředitele námořní nemocnice v Pule. Studoval námořní reálku v Pule (1875–1879) a další vzdělání získal na C. k. námořní akademii v Rijece (1879–1884). K námořnictvu vstoupil v roce 1884 jako kadet a na korvetě SMS Saida absolvoval dvouletu cestu do jižní a severní Ameriky (1884–1886). Poté vystřídal službu na různých lodích a v roce 1888 získal hodnost praporčíka. Na cvičné lodi SMS Alpha absolvoval v letech 1888–1889 kurz pro obsluhu torpéd. V dalších letech kromě lodí působil také u arzenálu nebo Hydrografického úřadu v Pule. 
Postupoval v hodnostech (poručík II. třídy 1894, poručík I. třídy 1898) a na cvičné lodi SMS Novara byl instruktorem dělostřeleckého výcviku (1894–1895). V dalších letech působil jako pedagog v telegrafické škole a získával pod velení menší plavidla. Jako dělostřelecký důstojník na křižníku SMS Leopard pod velením kapitána Müllera absolvoval zaoceánskou plavbu (1900–1901). Loď původně mířila k břehům Austrálie (Sydney), ale během cesty byla povolána do Číny, aby posílila rakousko-uherský kontingent v rámci mezinárodního zákroku proti boxerskému povstání. Po návratu do Evropy byl v letech 1901–1905 nižším důstojníkem v operační kanceláři námořní sekce na ministerstvu války a následně prvním důstojníkem na obrněné lodi SMS Erzherzog Albrecht, která sloužila jako staniční plavidlo v Boce Kotorské (1905–1906). Po krátkém působení u Námořního technického výboru byl v letech 1906–1907 velitelem parníku SMS Taurus jako staniční lodi v Istanbulu.

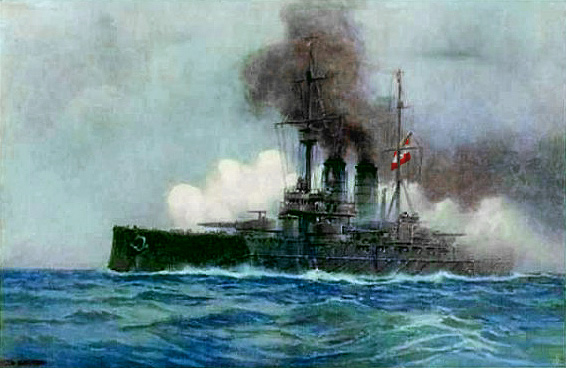
SMS Erzherzog Franz Ferdinand, vlajková loď admirála Cicoliho v letech 1917–1918

V hodnosti korvetního kapitána (1. listopadu 1907) byl prvním důstojníkem na bitevních lodích SMS Habsburg a SMS Monarch (1907–1908), další dva roky byl znovu zaměstnán u operační kanceláře námořní sekce na ministerstvu války. K datu 1. května 1910 byl povýšen na fregatního kapitána a jako velitel křižníku SMS Kaiser Franz Joseph I. odplul v srpnu 1910 na zaoceánskou plavbu. Cesta vedla přes Suezský průplav se zastávkami v Port Said a Adenu, přes Indický oceán pokračovala do Colomba na Cejlonu a dále do Číny se zastávkami v Hongkongu a Šanghaji, následně loď kotvila v japonských přístavech Jokohama a Nagasaki. V únoru 1912 převzal velení křižníku SMS Szigetvár, s nímž se pak vrátil do Evropy. Byl přidělen ke sborovému námořnímu velitelství v Pule a v létě 1912 se zúčastnil II. mezinárodní telegrafní konference v Londýně. 
Ke dni 1. listopadu 1912 byl povýšen na kapitána řadové lodi a stal se velitelem cvičné lodi SMS Custozza, současně se zúčastnil aktivit c. k. námořnictva během balkánských válek. V prosinci 1912 převzal velení bitevní lodi SMS Árpád a o půl roku později odešel opět na ministerstvo války, kde byl jmenován přednostou operační kanceláře námořní sekce (1913–1917). V hodnosti kontradmirála (1. května 1917) byl během první světové války povolán do aktivní služby na moře a na vlajkové lodi SMS Erzherzog Franz Ferdinand (kapitán Ferdinand Purschka) byl velitelem divize. V březnu 1918 byl přeložen ke sborovému námořnímu velitelství v Pule, kde od srpna 1918 zastával funkci velitele válečné pevnosti. K datu 1. listopadu 1918 obdržel hodnost viceadmirála a po zániku monarchie byl penzionován (1. ledna 1919).
Po odchodu do výslužby žil v soukromí, ve veřejném životě se příležitostně angažoval jako člen Rakouské společnosti pro podporu lodní dopravy (Österreichischer Flottenverein), od roku 1924 byl také členem Rakouského námořního spolku (Marineverbandes). Zemřel v Mondsee v Horním Rakousku 10. srpna 1935 ve věku 69 let, pochován byl na hřbitově ve vídeňské čtvrti Ober St Veit. 
V roce 1896 se oženil s Augustou Kupetz (1876–1962), z manželství se narodily dcery Hertha a Hilda. 

## Řády a vyznamenání
Během služby u námořnictva se stal nositelem řady ocenění v Rakousku-Uhersku i v zahraničí.

### Rakousko-Uhersko
- Jubilejní pamětní medaile (1898)
- Vojenská záslužná medaile (1905)
- Vojenský jubilejní kříž (1908)
- Služební odznak pro důstojníky III. třídy (1909)
- Vojenský záslužný kříž (1911)
- Mobilizační kříž (1913)
- Řád železné koruny III. třídy s válečnou dekorací (1916)
- Karlův vojenský kříž (1917)
- rytířský kříž Leopoldova řádu s válečnou dekorací (1918)

### Zahraničí
- Řád Medžidie III. třídy (1908, Osmanská říše)
- Řád posvátného pokladu III. třídy (1912, Japonsko)
- Železný kříž II. třídy (1915, Německo)
- Řád červené orlice II. třídy (1916, Německo)
- Vojenský záslužný řád II. třídy (1916, Bavorsko)
- Válečná medaile (1917, Osmanská říše)
- Železný kříž I. třídy (1917, Německo)
- Stříbrná medaile řádu Imtiaz (1917, Osmanská říše)